# 152 mm Artilleriegeschoss 2K25 Krasnopol
Die Krasnopol (russisch Краснополь) ist eine kanonenverschossene präzisionsgelenkte Artilleriegranate aus russischer Produktion. Der GRAU-Index für das gesamte System lautet 2K25 Krasnopol und das Geschoss wird 3OF39 bezeichnet.

## Entwicklung
Die Systementwicklung bei den Herstellern Konstruktionsbüro für Gerätebau (KBP) und Ischmasch NPO begann 1987. Die ersten Exemplare wurden 1995 an die Streitkräfte Russlands ausgeliefert.

## Technik
Die Krasnopol wird aus herkömmlichen 152/155-mm-Kanonen und -Haubitzen verschossen. Die 54-ZhN-546-Treibladung schießt das Geschoss aus dem Geschützrohr. Unmittelbar nach dem Verlassen des Rohres entfalten sich die Stabilisierungs- und Lenkflügel. Das Geschoss folgt nun einer ballistischen Flugbahn. Beim Zielanflug steuert sie automatisch zu dem durch einen Laser markierten Zielpunkt. Für die Zielbeleuchtung können die russischen Laserzielmarkierer vom Typ 1D15, 1D20, 1D22 oder 1D26 verwendet werden. Weiter stehen auch Laserzielmarkierer aus Frankreich und anderen Staaten zur Verfügung. Das Ziel muss durch einen vorgeschobenen Artilleriebeobachter für 5 bis 15 Sekunden kontinuierlich mit einem Laser markiert werden. Da verschiedene Laserfrequenzen benutzt werden können, können auch mehrere Krasnopol gleichzeitig verschiedene Ziele bekämpfen. Ebenso können mehrere Krasnopol zeitgleich auf ein einzelnes Ziel verschossen werden. Krasnopol kann Fahrzeuge bekämpfen, die sich mit bis zu 36 km/h fortbewegen. Krasnopol detoniert beim Einschlag im Ziel. Der Splittergefechtskopf wiegt 20,5 kg bei einem Sprengstoffanteil von 6,4 kg.

## Varianten
- 2K25 Krasnopol (3OF39): Standardversion für Rohrkaliber 152 mm; maximale Schussdistanz 20 km.
- 2K25M Krasnopol-M (3OF39M): Version für Rohrkaliber 155 mm; maximale Schussdistanz 25 km.
- 2K25M1 Krasnopol-M1 (3OF39M1): Version für Rohrkaliber 152 mm mit verkürztem Geschosskörper; maximale Schussdistanz 22 km.
- Krasnopol-D: Version für Rohrkaliber 152 mm mit GLONASS und GPS Lenksystem, seit Mitte der 2010er-Jahre in Entwicklung; maximale Schussdistanz 43 km.[4][5]

## Einsatz
Krasnopol wurde während der Konflikte in Syrien, Tschetschenien, Dagestan, Georgien und in der Ukraine eingesetzt.

## Verbreitung
- Russland
- Volksrepublik China
- Indien
- Ukraine
- Belarus
- Kamerun
- Georgien
- Venezuela
- Aserbaidschan
- Kasachstan
- Kuwait